# Tekoa
A Tekoa é uma empresa brasileira, fundada em 2013, com foco em performance em vendas por canais digitais e service design.
Em 2018, a empresa passou a atuar como parceira de negócios, fortalecendo suas soluções em Marketing, Vendas e Data Analytics. O know how construído ao longo dos 6 anos de trajetória e a operação por squads colocam a Tekoa em evidência no cenário de inovação.

## Unidades
- Brasil
  - Florianópolis (Santa Catarina)

## Ligações Externas
- Página oficial da empresa